# Cosmosoma hercynita
Cosmosoma hercynita là một loài bướm đêm thuộc phân họ Arctiinae, họ Erebidae.